# Ctenitis furreginea
Ctenitis furreginea là một loài thực vật có mạch trong họ Dryopteridaceae. Loài này được (Bedd.) Ching miêu tả khoa học đầu tiên năm 1938.